# Lepidagathis
Genre
Lepidagathis Willd. est un genre de plantes à fleurs de la famille des Acanthaceae.

## Liste d'espèces
Selon Catalogue of Life (9 janvier 2018) :
- Lepidagathis alopecuroidea (Vahl) R. Br. ex Griseb.
- Lepidagathis alvarezia (Nees) Kameyama ex D.C. Wassh. & J.R.I.Wood
- Lepidagathis amaranthoides Elmer
- Lepidagathis andersoniana Lindau
- Lepidagathis angustifolia C. B. Cl.
- Lepidagathis anobrya Nees
- Lepidagathis appendiculata Lindau
- Lepidagathis armata Lindau
- Lepidagathis backeri Bremek.
- Lepidagathis balakrishnanii Remadevi & Binoj Kumar
- Lepidagathis bandraensis Blatter
- Lepidagathis barberi Gamble
- Lepidagathis billardieriana Nees
- Lepidagathis boholensis Y.S.Liang, S.T.Geng, Evangel. & J.C.Wang
- Lepidagathis brevis Benoist
- Lepidagathis brevispica Bremek.
- Lepidagathis callistachys Kameyama
- Lepidagathis calycina Hochst. ex DC.
- Lepidagathis cambodiana Benoist
- Lepidagathis capituliformis Benoist
- Lepidagathis cataractae (Nees) Lindau ex Pulle
- Lepidagathis ceylanica Nees
- Lepidagathis chevalieri Benoist
- Lepidagathis chiangmaiensis Bremek.
- Lepidagathis chiapensis (Acosta) Kameyama
- Lepidagathis chlorostachya Nees
- Lepidagathis cinerea Merrill
- Lepidagathis clarkei Merrill
- Lepidagathis clavata Dalz.
- Lepidagathis collina (Endl.) Milne-Redh.
- Lepidagathis coppenamensis (Bremek.) comb. ined.
- Lepidagathis cristata Willd.
- Lepidagathis cuneiformis Kameyama
- Lepidagathis cuspidata Nees
- Lepidagathis cyanea (Leonard) Kameyama
- Lepidagathis dahomensis Benoist
- Lepidagathis danielii Cruz & J.Jiménez Ram.
- Lepidagathis dicomoides Hutchinson
- Lepidagathis diffusa C. B. Cl.
- Lepidagathis dispar C. B. Cl. ex Merrill
- Lepidagathis dissimilis Imlay
- Lepidagathis diversa C. B. Cl.
- Lepidagathis dulcis Wall. ex Nees
- Lepidagathis epacridea Heine
- Lepidagathis eriocephala Lindau
- Lepidagathis eucephala Miq.
- Lepidagathis eugeniifolia Benoist
- Lepidagathis falcata Nees
- Lepidagathis fasciculata (Retz.) Nees
- Lepidagathis felicis Benoist
- Lepidagathis fimbriata C. B. Cl.
- Lepidagathis fischeri C. B. Cl.
- Lepidagathis floribunda (Pohl) C. Kameyama
- Lepidagathis formosensis C. B. Cl. ex Hayata
- Lepidagathis glandulosa Nees
- Lepidagathis gossweileri S. Moore
- Lepidagathis gracilis (Bremek.) D.C. Wassh.
- Lepidagathis grandidieri Benoist
- Lepidagathis guatemalensis (Donn.Sm.) Kameyama
- Lepidagathis hainanensis H.S. Lo
- Lepidagathis hamiltoniana Wall.
- Lepidagathis heudelotiana Nees
- Lepidagathis humifusa Decne.
- Lepidagathis humilis Merrill
- Lepidagathis inaequalis C. B. Cl. ex Elmer
- Lepidagathis incurva Buch.-Ham. ex D. Don
- Lepidagathis ipariaensis D.C. Wassh.
- Lepidagathis javanica Bl.
- Lepidagathis kaessneri S. Moore
- Lepidagathis kameyamana Gnanasek. & Arisdason
- Lepidagathis keralensis P.V. Madhusoodanan & N.P. Singh
- Lepidagathis lanatoglabra C. B. Cl.
- Lepidagathis laxa Nees
- Lepidagathis laxifolia (Nees) Kameyama
- Lepidagathis linearis T. Anders.
- Lepidagathis linifolia Benoist
- Lepidagathis longisepala C. B. Cl.
- Lepidagathis lutescens Benoist
- Lepidagathis macgregorii Merrill
- Lepidagathis macrantha C. B. Cl.
- Lepidagathis macrochila Lindau
- Lepidagathis madagascariensis Benoist
- Lepidagathis marginata Bremek.
- Lepidagathis mazarunensis (Bremek.) D.C. Wassh.
- Lepidagathis medicaginea (Bremek.) D.C. Wassh.
- Lepidagathis medusae S. Moore
- Lepidagathis mendax Benoist
- Lepidagathis meridionalis Kameyama
- Lepidagathis microphylla Merrill
- Lepidagathis mindorensis Merahl
- Lepidagathis mitis Dalz.
- Lepidagathis montana (Mart. ex Nees) Kameyama
- Lepidagathis mucida Benoist
- Lepidagathis nemoralis (Mart. ex Nees) Kameyama
- Lepidagathis nemorosa S. Moore
- Lepidagathis nickeriensis D.C. Wassh.
- Lepidagathis oubanguiensis Benoist
- Lepidagathis palawanensis Merrill
- Lepidagathis pallescens S. Moore
- Lepidagathis papuana S. Moore
- Lepidagathis paraensis Kameyama
- Lepidagathis peniculifera S. Moore
- Lepidagathis perrieri Benoist
- Lepidagathis plantaginea Mildbr.
- Lepidagathis pobeguinii Hua
- Lepidagathis prostrata Dalz.
- Lepidagathis pseudoaristata Ensermu
- Lepidagathis psilantha Nees
- Lepidagathis pungens Nees
- Lepidagathis purpuricaulis Nees
- Lepidagathis randii S. Moore
- Lepidagathis riedeliana Nees
- Lepidagathis rigida Dalz.
- Lepidagathis robinsonii Merrill
- Lepidagathis royenii Bremek.
- Lepidagathis rumphii Merrill.
- Lepidagathis scabra C. B. Cl.
- Lepidagathis scariosa Wall. ex Nees
- Lepidagathis secunda (Blanco) Nees
- Lepidagathis sericea Benoist
- Lepidagathis sessilifolia (Pohl) Kameyama ex D.C. Wassh. & J.R.I.Wood
- Lepidagathis simplex T. Anders.
- Lepidagathis soconuscana (T.F.Daniel) Kameyama
- Lepidagathis sorongensis Bremek.
- Lepidagathis speciosa (Rendle) M. Hedrén
- Lepidagathis spicifera Elmer
- Lepidagathis spinosa Wight ex Nees
- Lepidagathis staurogynoides S. Moore
- Lepidagathis stenophylla C. B. Cl. ex Hayata
- Lepidagathis strobilina T Anders. ex Kurz
- Lepidagathis subarmata (C. B. Cl.) Gamble
- Lepidagathis subglabra Merrill
- Lepidagathis subinterrupta Merrill
- Lepidagathis submitis Blatter
- Lepidagathis surinamensis (Bremek.) D.C. Wassh.
- Lepidagathis tenuis C. B. Cl.
- Lepidagathis thorelii Benoist
- Lepidagathis thymifolia Colett. & Hemsl.
- Lepidagathis thyrsiflora Bremek.
- Lepidagathis tisserantii Benoist
- Lepidagathis trinervis Nees
- Lepidagathis uxpanapensis (Acosta) Kameyama
- Lepidagathis villosa M. Hedrén
- Lepidagathis vulpina Benoist
- Lepidagathis walkeriana Nees
- Lepidagathis wasshausenii Kameyama
- Lepidagathis yappii Ridl.
- Lepidagathis zunigae (C. Nelson) comb. ined.

Selon GRIN (9 janvier 2018) :
- Lepidagathis alopecuroidea (Vahl) R. Br. ex Griseb.
- Lepidagathis cristata Willd.
- Lepidagathis trinervis Nees

Selon ITIS (9 janvier 2018) :
- Lepidagathis alopecuroidea (Vahl) R. Br. ex Griseb.

Selon NCBI (9 janvier 2018) :
- Lepidagathis alopecuroidea
- Lepidagathis andersoniana
- Lepidagathis cristata
- Lepidagathis cuspidata
- Lepidagathis falcata
- Lepidagathis formosensis
- Lepidagathis incurva
- Lepidagathis scabra
- Lepidagathis villosa

Selon The Plant List (9 janvier 2018) :
- Lepidagathis alopecuroidea (Vahl) R.Br. ex Griseb.
- Lepidagathis alverezia (Nees) Kameyama ex Wassh. & J.R.I. Wood
- Lepidagathis andersoniana Lindau
- Lepidagathis angustifolia C.B.Clarke
- Lepidagathis anobrya Nees
- Lepidagathis appendiculata Lindau
- Lepidagathis brevis Benoist
- Lepidagathis calycina Hochst. ex Nees
- Lepidagathis capituliformis Benoist
- Lepidagathis cataractae (Nees) Lindau ex Pulle
- Lepidagathis chariensis Benoist
- Lepidagathis chevalieri Benoist
- Lepidagathis collina (Endl.) Milne-Redh.
- Lepidagathis cuspidata Nees
- Lepidagathis cyanea (Leonard) Kameyama
- Lepidagathis dahomeyensis Benoist
- Lepidagathis diffusa (Nees) Lindau
- Lepidagathis diversa C.B. Clarke
- Lepidagathis epacridea Heine
- Lepidagathis eugeniifolia Benoist
- Lepidagathis fasciculata (Retz.) Nees
- Lepidagathis felicis Benoist
- Lepidagathis fimbriata C.B. Clarke
- Lepidagathis floribunda (Pohl) Kameyama
- Lepidagathis formosensis C.B. Clarke ex Hayata
- Lepidagathis gossweileri S.Moore
- Lepidagathis gracilis (Bremek.) Wassh.
- Lepidagathis grandidieri Benoist
- Lepidagathis hainanensis H.S. Lo
- Lepidagathis hamiltoniana Wall.
- Lepidagathis heudelotiana Nees
- Lepidagathis hyssopifolia (Benth.) T. Anderson
- Lepidagathis inaequalis C.B. Clarke ex Elmer
- Lepidagathis incurva Buch.-Ham. ex D. Don
- Lepidagathis kaessneri S. Moore
- Lepidagathis laguroidea (Nees) T. Anderson
- Lepidagathis lanatoglabra C.B. Clarke
- Lepidagathis lanceolata (Nees) Wassh.
- Lepidagathis laxifolia (Nees) Kameyama
- Lepidagathis linifolia Benoist
- Lepidagathis lutea Dalzell
- Lepidagathis lutescens Benoist
- Lepidagathis macrochila Lindau
- Lepidagathis madagascariensis Benoist
- Lepidagathis medicaginea (Bremek.) Wassh.
- Lepidagathis medusae Hutch. & Dalziel
- Lepidagathis montana (Mart.) Kameyama
- Lepidagathis mucida Benoist
- Lepidagathis nickeriensis Wassh.
- Lepidagathis oubanguiensis Benoist
- Lepidagathis pallescens S.Moore
- Lepidagathis paraensis Kameyama
- Lepidagathis perrieri Benoist
- Lepidagathis persimilis S. Moore
- Lepidagathis pobeguinii Hua
- Lepidagathis riedeliana Nees
- Lepidagathis rigida Dalzell
- Lepidagathis rogersii Turrill
- Lepidagathis scabra C.B.Clarke
- Lepidagathis scariosa Nees
- Lepidagathis secunda Nees
- Lepidagathis sericea Benoist
- Lepidagathis sessilifolia (Pohl) Kameyama ex Wassh. & J.R.I. Wood
- Lepidagathis sparsiceps C.B. Clarke
- Lepidagathis speciosa (Rendle) Hedrén
- Lepidagathis stenophylla C.B. Clarke ex Hayata
- Lepidagathis surinamensis (Bremek.) Wassh.
- Lepidagathis trinervis Nees
- Lepidagathis variegata Benoist
- Lepidagathis villosa Hedrén
- Lepidagathis vulpina Benoist

Selon Tropicos (9 janvier 2018) (Attention liste brute contenant possiblement des synonymes) :
- Lepidagathis acicularis Turrill
- Lepidagathis alopecuroidea (Vahl) R. Br. ex Griseb.
- Lepidagathis alvarezia (Nees) Kameyama ex Wassh. & J.R.I. Wood
- Lepidagathis amaranthoides Elmer
- Lepidagathis andersoniana Lindau
- Lepidagathis angustifolia C.B. Clarke
- Lepidagathis anobrya Nees
- Lepidagathis appendiculata Lindau
- Lepidagathis aristata (Vahl) Nees
- Lepidagathis balakrishnanii
- Lepidagathis bandraensis Blatt.
- Lepidagathis barberi Gamble
- Lepidagathis brevis Benoist
- Lepidagathis callistachys Kameyama
- Lepidagathis calycina Hochst. ex Nees
- Lepidagathis capituliformis Benoist
- Lepidagathis cataractae (Nees) Lindau ex Pulle
- Lepidagathis chariensis Benoist
- Lepidagathis chevalieri Benoist
- Lepidagathis chiapensis (Acosta Cast.) Kameyama
- Lepidagathis chlorostachya Nees
- Lepidagathis clavata Dalzell
- Lepidagathis collina (Endl.) Milne-Redh.
- Lepidagathis cristata Willd.
- Lepidagathis cuneiformis Kameyama
- Lepidagathis cuspidata Nees
- Lepidagathis cyanea (Leonard) Kameyama
- Lepidagathis dahomeyensis Benoist
- Lepidagathis danielii Cruz Durán & J. Jiménez Ram.
- Lepidagathis diffusa (Nees) Lindau
- Lepidagathis diversa C.B. Clarke
- Lepidagathis eriocephala Lindau
- Lepidagathis fasciculata (Retz.) Nees
- Lepidagathis felicis Benoist
- Lepidagathis fimbriata C.B. Clarke
- Lepidagathis fischeri C.B. Clarke
- Lepidagathis floribunda (Pohl) Kameyama
- Lepidagathis formosensis C.B. Clarke ex Hayata
- Lepidagathis garuensis Lindau
- Lepidagathis glandulosa A. Rich.
- Lepidagathis gossweileri S. Moore
- Lepidagathis gracilis (Bremek.) Wassh.
- Lepidagathis grandidieri Benoist
- Lepidagathis grandiflora Dalzell
- Lepidagathis guatemalensis (Donn. Sm.) Kameyama
- Lepidagathis hainanensis H.S. Lo
- Lepidagathis hamiltoniana Wall.
- Lepidagathis heudelotiana Nees
- Lepidagathis hyalina Nees
- Lepidagathis hyssopifolia (Benth.) T. Anderson
- Lepidagathis inaequalis C.B. Clarke ex Elmer
- Lepidagathis incurva Buch.-Ham. ex D. Don
- Lepidagathis ipariaensis Wassh.
- Lepidagathis justicioides Britton ex Rusby
- Lepidagathis kaessneri S. Moore
- Lepidagathis keralensis Madhus. & N.P. Singh
- Lepidagathis laguroidea (Nees) T. Anderson
- Lepidagathis lanatoglabra C.B. Clarke
- Lepidagathis lanceolata (Nees) Wassh.
- Lepidagathis laxa Nees
- Lepidagathis laxifolia (Nees) Kameyama
- Lepidagathis lutea Dalzell
- Lepidagathis macrochila Lindau
- Lepidagathis madagascariensis Benoist
- Lepidagathis medicaginea (Bremek.) Wassh.
- Lepidagathis medusae Hutch. & Dalziel
- Lepidagathis mendax Benoist
- Lepidagathis meridionalis Kameyama
- Lepidagathis mitis Dalzell
- Lepidagathis mollis T. Anderson
- Lepidagathis montana (Mart. ex Nees) Kameyama
- Lepidagathis mucida Benoist
- Lepidagathis mucronata Nees
- Lepidagathis neesiana Wight ex T. Anderson
- Lepidagathis nemoralis (Mart. ex Nees) Kameyama
- Lepidagathis nemorosa S. Moore
- Lepidagathis nickeriensis Wassh.
- Lepidagathis pallescens S. Moore
- Lepidagathis paraensis Kameyama
- Lepidagathis peniculifera S. Moore
- Lepidagathis perrieri Benoist
- Lepidagathis persimilis S. Moore
- Lepidagathis petrophila Lindau
- Lepidagathis plantaginea Mildbr.
- Lepidagathis pobeguinii Hua
- Lepidagathis prostrata Dalzell
- Lepidagathis pseudoaristata Ensermu
- Lepidagathis psilantha Nees
- Lepidagathis pungens Nees
- Lepidagathis purpuricaulis Nees
- Lepidagathis radicalis Hochst. ex Nees
- Lepidagathis repanda Blume
- Lepidagathis reticulata Benoist
- Lepidagathis riedeliana Nees
- Lepidagathis rigida Dalzell
- Lepidagathis rogersii Turrill
- Lepidagathis royenii
- Lepidagathis rumphii Merr.
- Lepidagathis rupestris
- Lepidagathis scabra C.B. Clarke
- Lepidagathis scariosa Nees
- Lepidagathis schweinfurthii Lindau
- Lepidagathis secunda Nees
- Lepidagathis sericea Benoist
- Lepidagathis sessilifolia (Pohl) Kameyama ex Wassh. & J.R.I. Wood
- Lepidagathis sparsiceps C.B. Clarke
- Lepidagathis speciosa (Rendle) Hedrén
- Lepidagathis sphaerostachya Nees
- Lepidagathis spicifer Elmer
- Lepidagathis spinosa Wight ex Nees
- Lepidagathis stenantha C.B. Clarke
- Lepidagathis stenophylla C.B. Clarke ex Hayata
- Lepidagathis strobilifera Stocks
- Lepidagathis subarmata Gamble
- Lepidagathis submitis Blatt.
- Lepidagathis surinamensis (Bremek.) Wassh.
- Lepidagathis tawadae Ohwi
- Lepidagathis terminalis Nees
- Lepidagathis trinervis Nees
- Lepidagathis ustulata Nees
- Lepidagathis uxpanapensis (Acosta Cast.) Kameyama
- Lepidagathis villosa Hedrén
- Lepidagathis vulpina Benoist
- Lepidagathis wasshausenii Kameyama